# Felix Pistor
Felix Pistor (* 29. Juni 1888 in Graz; † 23. Februar 1937 in Wien) war ein österreichischer Politiker des Landbundes (LBd).

## Ausbildung und Beruf
Felix Pistor war Filialleiter einer großen Maschinenfirma in Kroatien und Gutsbesitzer. Nachdem er aus Kroatien ausgewiesen wurde, betrieb er eine Weingroßhandlung in Gösting bei Graz und gründete im Jahr 1935 die Kanzlei Hauswalter, Pistor & Co in Graz.

## Politische Funktionen
- 1926: Präsident des Reichsbundes der Hausbesitzer

Er war auch Obmann der Grazer Hausbesitzervereinigung.

## Politische Mandate
- 18. Mai 1927 bis 1. Oktober 1930: Mitglied des Nationalrates (III. Gesetzgebungsperiode), LBd
- 2. Dezember 1930 bis 2. Mai 1934: Mitglied des Nationalrates (IV. Gesetzgebungsperiode), LBd